# آشیکاگا یوشی‌آکی
آشی‌کاگا یوشی‌آکی (به ژاپنی: 足利 義昭 Ashikaga Yoshiaki)

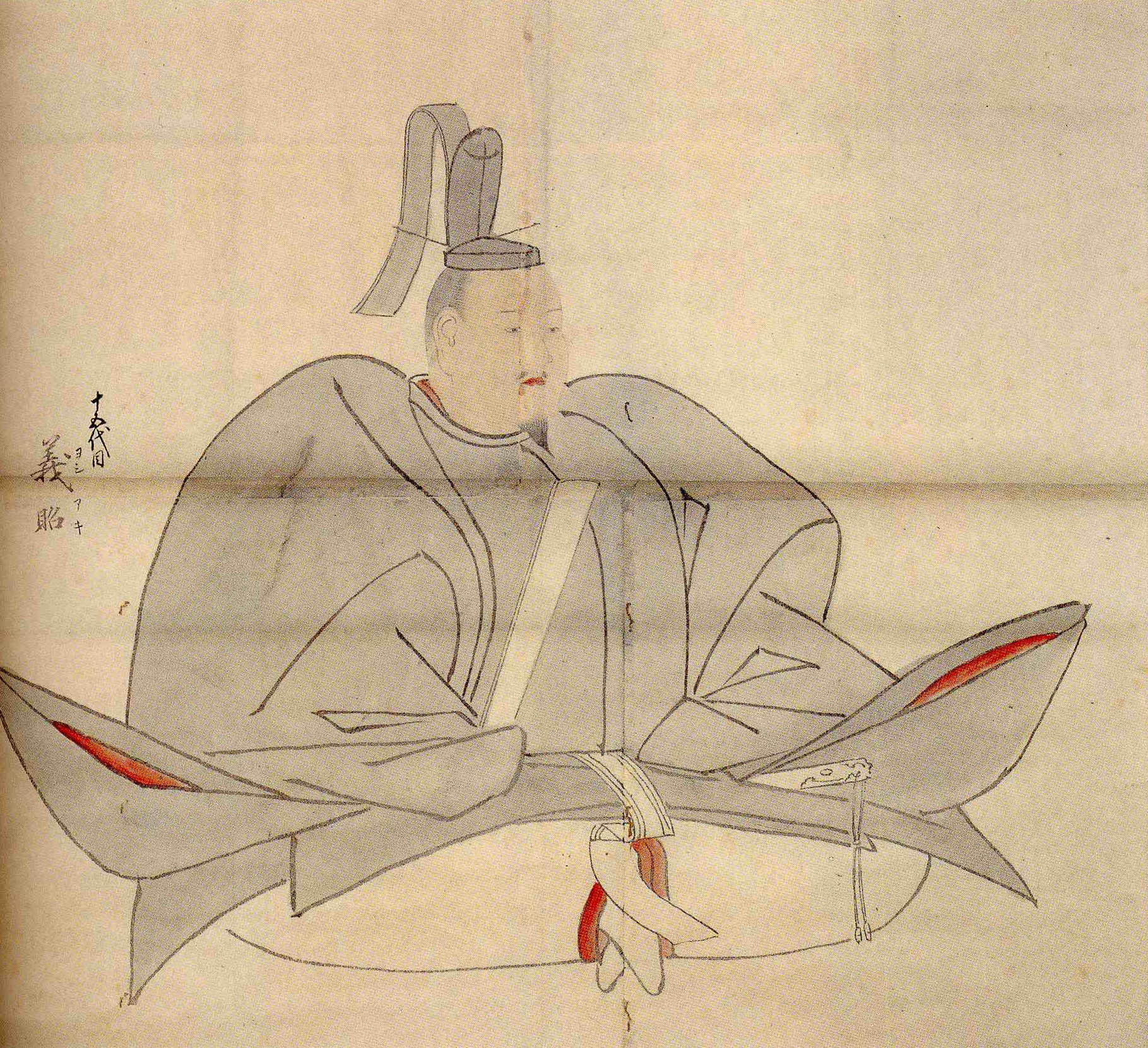
آشی‌کاگا یوشی‌آکی

(۱۵۳۷–۱۵۹۷ میلادی) پانزدهمین و همچنین آخرین شوگون از شوگون‌سالاری آشی‌کاگا بود. او از سال ۱۵۶۸ تا ۱۵۷۳ میلادی حکمرانی کرد. پدر او آشیکاگا یوشی‌هارو دوازدهمین و برادرش آشیکاگا یوشی‌ترو سیزدهمین شوگون بود. فقدان یک قدرت مرکزی قدرتمند در پایتخت ژاپن ادامه داشت تا زمانی که سالار جنگ اودا نوبوناگا به همراه ارتش خود در سال ۱۵۶۸ به کیوتو وارد شد، در برقراری دوبارهٔ دوره موروماچی یوشی‌آکی یک شوگون دست نشانده بود و شوگون چهاردهم آشی‌کاگا یوشی‌هیده، بدون اینکه به پایتخت وارد شود سرنگون شد. بیشتر تاریخ‌دانان سال ۱۵۷۳ را سال پایان یافتن شوگون‌سالاری آشی‌کاگا و آغاز دوره آزوچی–مومویاما در نظر می‌گیرند در این سال یوشی‌آکی به دستور اودا نوبوناگا از کیوتو تبعید شد. او در تبعید به یک راهب بودایی تبدیل شد و موهای خود را تراشید و نام شو-سان را برای خود انتخاب کرد. او بعدها نام خود را به ری-او تغییر داد.

## حادثه معبد هونکوکو
به حمله سه ژنرال میوشی (ایواناری تومومیچی، میوشی ناگایاسو و میوشی سوی) به مقر شوگون پانزدهم آشیکاگا یوشی‌آکی در معبد هونکوکو در کیوتو در ۳۱ ژانویه ۱۵۶۹ اشاره دارد.